# Consonne occlusive injective alvéolaire voisée
 (décembre 2023).
Si vous disposez d'ouvrages ou d'articles de référence ou si vous connaissez des sites web de qualité traitant du thème abordé ici, merci de compléter l'article en donnant les références utiles à sa vérifiabilité et en les liant à la section « Notes et références ».
La consonne occlusive injective alvéolaire est un son consonantique existant dans certaines langues. Le symbole dans l'alphabet phonétique international est [ɗ].

## Caractéristiques
Voici les caractéristiques de la consonne occlusive injective alvéolaire :
- Son mode d'articulation est occlusif, ce qui signifie qu'elle est produite en obstruant l’air du chenal vocal.
- Son point d'articulation est alvéolaire, ce qui signifie qu'elle est articulée avec soit la pointe (apical) soit la lame (laminal) de la langue contre la crête alvéolaire.
- Sa phonation est voisée, ce qui signifie que les cordes vocales vibrent lors de l’articulation.
- C'est une consonne orale, ce qui signifie que l'air ne s'échappe que par la bouche.
- C'est une consonne centrale, ce qui signifie qu’elle est produite en laissant l'air passer au-dessus du milieu de la langue, plutôt que par les côtés.
- Son mécanisme de courant d'air est ingressif glottal, ce qui signifie qu'elle est articulée grâce à un mouvement de l'air vers l'arrière produit par un abaissement de la glotte.

## Occurrences
- haoussa : [ɗalibi], « étudiant »
- sindhi : [ɗarʊ] « fissure »
- shimaoré : [ɗago] « ville »
- tukang besi : [piɗi] « détritus »
- vietnamien : di [ʔɗi˧˧] « aller »